# Стари град (Ужице)
Вижте пояснителната страница за други значения на Стари Град.
Стария град (на сръбски: Стари град) е средновековна крепост, намираща се близо до Ужице в западната част на Сърбия. Крепостта е типично средновековно укрепление, построено вероятно между 12 и 13 век, с цел охрана и контрол на керванския път свързващ долината по реките Западна Морава, Голийска Моравица и Детиня с Босна, Херцеговина и Дубровнишката република.
Крепостта е унищожена от руски инженер през януари 1863 г., след успешна военна кампания срещу османците.